# Rostov Veliki
Rostov Veliki  (rusko: Ростов Великий, IPA: [rɐˈstof vʲɪˈlʲikʲɪj], Rostov Veliki) je mesto v Jaroslaveljski oblasti v Rusiji, eno najstarejših v državi in turistično središče Zlatega obroča. Leži na obalah jezera Nero, 202 km severovzhodno od Moskve. Leta 2021 je imelo 30.406 prebivalcev.
24. avgusta 1953 je mesto prizadel F3 tornado in povzročil hudo škodo. Tornado je potoval 6 km z največjo širino 550 metrov.
Decembra 2024 je bilo ime mesta uradno spremenjeno v Rostov Veliki.

## Zgodovina
Pred Rostovom je bilo Sarskoje Gorodišče, kar nekateri strokovnjaki interpretirajo kot prestolnica Fincev plemena Merja, medtem ko drugi verjamejo, da je bila pomembna trgovska enklava Vikingov in trdnjava, ki je varovala Volško trgovsko pot. V nordijskih virih je znan kot Rostofa ali Raðstofa. Tu so se naselili tudi Skiti. Te različne narodnosti, kot so Vikingi, Skiti, Slovani in Finci so verjetno predniki veliko od današnjih ljudi na tem območju. Finci se v virih prvič omenjajo leta 862 kot pomembno naselje, v 10. stoletju pa je Rostov postal prestolnica mesta Vladimir-Suzdal, ene od najpomembnejših kneževin v Rusiji. Leta 1474 je postalo del Velike moskovske kneževine.
Po izgubi statusa neodvisnosti je Rostov še vedno obstajal kot cerkveno središče. Leta 988 je postal škofijski sedež Jaroslaveljske škofije, ene od prvih ruskih škofij. V 14. stoletju so rostovski škofi postali nadškofi, na koncu 16. stoletja pa so postali metropoliti. Leta 1608 so Rostov med poljsko invazijo Poljaki popolnoma uničili. Po tem je metropolit Iona Sisojevič (cca. 1607–1690) odprl glavno mestno znamenitost: Rostovski kremelj. Ta velja za enega najboljših izven Moskve.

## Znamenitosti
Arhitektura mesta kaže veliko primerov zgodnje ruske pravoslavne arhitekture. Na osrednjem mestnem trgu v Rostovu je cerkev Vnebovzetja. Ni znano, kdaj je bila današnja stavba postavljena, najverjetneje je bilo to sredi 16. stoletja. Nižji deli zidov cerkve najverjetneje segajo v 12. stoletje. Zajeten zvonik je bil večinoma zgrajen v 17. stoletju. Njegovi zvonovi so med največjimi in najbolj znanimi v Rusiji in vsak ima svoje lastno ime. Največji zvon je bil ulit leta 1688 in tehta 32 ton. Imenuje se Sisoj po mestnemu ustanovitelju. V cerkvi je nestrohnjenoo telo sv. Leona Rostovskega.